# Chiesa dei Santi Francesco e Antonio
La chiesa dei Santi Francesco e Antonio, nota popolarmente con il titolo di chiesa di Sant'Antonio, è una chiesa di Pozzuoli, situata su un colle dal quale si ammira una bella vista del golfo.

## Storia
L'edificazione della chiesa fu iniziata probabilmente dal puteolano Matteo Zolfo (o Zoffo secondo altri documenti) nel 1348 e terminata nel 1472 da Diomede I Carafa, duca di Maddaloni, che la dedicò a San Giovanni Battista. Egli l'affidò nel 1479, con l'annesso convento da lui fondato, ai Frati Minori Conventuali. Probabilmente a questo periodo risale la nuova dedicazione ai santi Francesco d'Assisi e Antonio di Padova. Danneggiata dal terremoto del 1538, che causò lo sprofondamento di Tripergole, fu restaurata nel 1540 dal Viceré Pedro Álvarez de Toledo y Zúñiga. Altri rifacimenti furono eseguiti nella seconda metà del Settecento.
Con decreto del 12 gennaio 1808, il re di Napoli Giuseppe Bonaparte soppresse gli ordini religiosi, per cui la proprietà della chiesa e del convento annesso passò dai frati al demanio e, in seguito, l'11 gennaio del 1811, il Ministero delle Finanze fu autorizzato a venderli al vescovo di Pozzuoli Carlo Rosini, il quale adattò il monastero a residenza estiva del seminario.

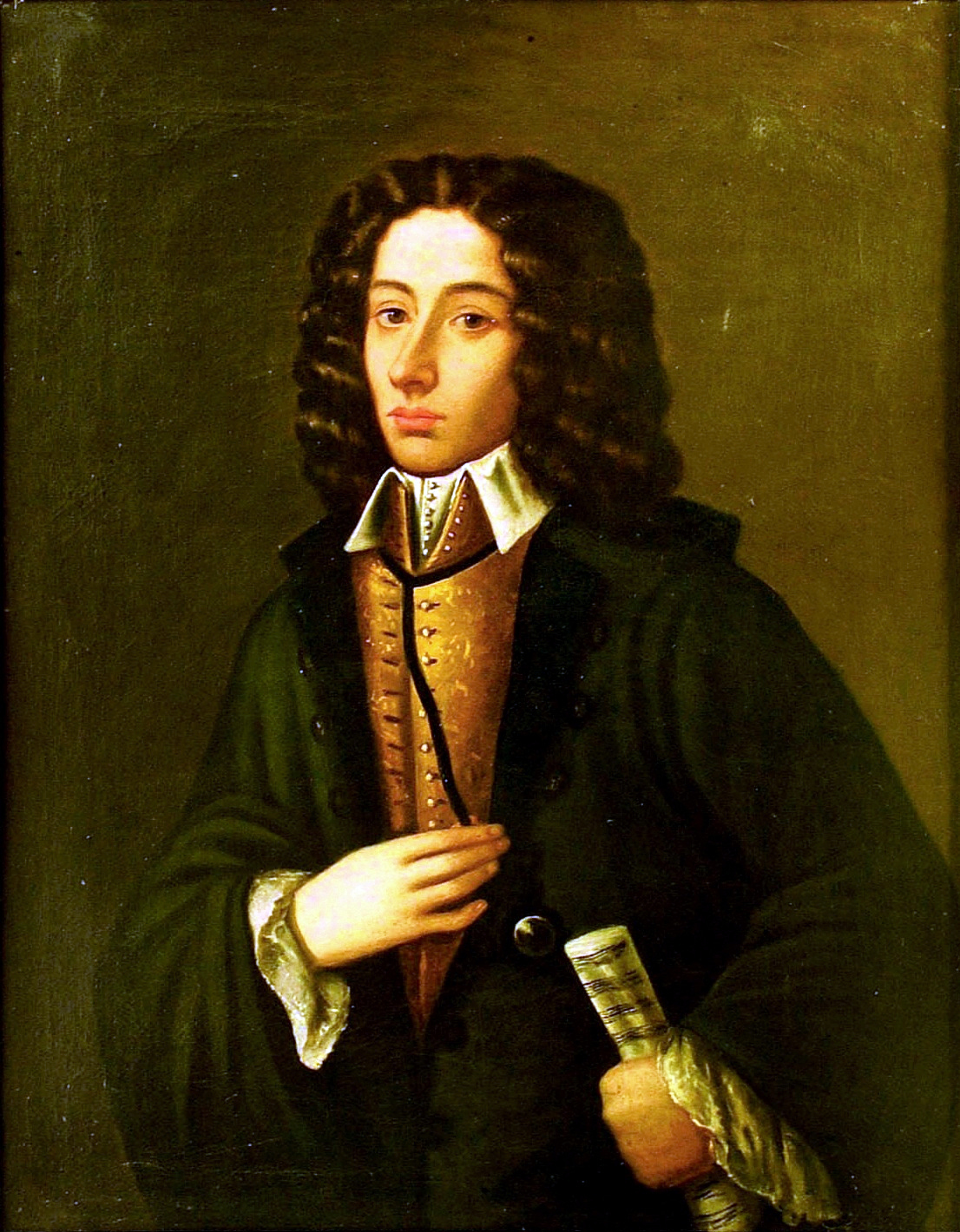
Giambattista Pergolesi

Il 30 marzo 1857 l'ex monastero fu donato allo Stato dal vescovo di Pozzuoli Raffaele Purpo e adibito a monastero gesuita. Infine, il 7 settembre 1860, a seguito della venuta a Napoli di Giuseppe Garibaldi, l'edificio divenne una casa circondariale, com'è ancora oggi.
La chiesa fu interamente restaurata nei primi anni del XX secolo con le offerte dei fedeli raccolte dalla signora Emilia Pavesi. Fu elevata a chiesa parrocchiale il 17 settembre 1949.

### Il soggiorno di Giovanni Battista Pergolesi
Il convento annesso alla chiesa ospitò a partire dal febbraio del 1736 il musicista jesino Giambattista Pergolesi che, a causa della tisi che lo affliggeva, si trasferì a Pozzuoli nella speranza che il clima mite e la l'aria salubre gli arrecassero un qualche giovamento. Egli morì poco tempo dopo, il 16 marzo dello stesso anno, dopo aver ultimato il suo celebre Stabat Mater. Essendo povero e straniero il suo corpo fu sepolto in una fossa comune all'interno del duomo della città.
Per ricordare la sua presenza in città fu costruito e situato nel duomo un cenotafio a lui dedicato, che venne trasferito in questa chiesa e situato alla destra dell'altare maggiore, nel luglio del 1987, in occasione delle celebrazioni del 250º anniversario della sua morte. Inoltre, all'esterno della chiesa, è presente anche una lapide che fa memoria dell'avvenimento.

## Descrizione
L'edificio di culto presenta esternamente una facciata alterata nelle linee originarie preceduta da un'ampia scalinata. Nonostante i vari rifacimenti si intravedono ancora alcuni elementi tipicamente quattrocenteschi come il rosone, otturato nel 1906 per dare posto alla cassa dell'organo, il protiro, trasformato nei primi anni del XX secolo, ed il rozzo campanile.
L'interno invece ha conservato il suo carattere originario, ad eccezione della cappella di sant'Antonio che venne ampliata nel 1749 ad opera di una congregazione laicale di Pozzuoli devota al Santo. L'unica navata con cappelle laterali è coperta da una volta a botte ribassata unghiata (catalana). Una balaustra marmorea policroma divide la navata dal presbiterio, racchiuso da quattro pilastri e coperto da una cupola ribassata. L'altare maggiore è sormontato da una tela raffigurante l'Assunzione, firmata dal pittore aversano Onofrio Marchione. La decorazione in stucco è della seconda metà del XVIII secolo, quella marmorea è del 1906. La cantoria in stucco simil legno, sistemata sull'ingresso, avente ai lati due acquasantiere marmoree donate dal Viceré Pedro Álvarez de Toledo y Zúñiga (1532 - 1553), è stata eseguita nel 1906.

### Altari laterali
- Entrando a destra:

1. Tela raffigurante Santa Rosa da Viterbo con altare in marmo (1762).
2. Crocifisso ligneo (in restauro), altare in marmo (XVIII secolo).
3. Tela raffigurante San Nicola di Bari con Santi Francescani, altare in marmo (1761).
4. Tela raffigurante San Francesco d'Assisi, San Francesco di Paola e San Giacomo della Marca, altare in marmo (1760).

- Entrando a sinistra:

1. Statua di san Diego d'Alcalá con altare in marmo (1762).
2. Busto di san Pasquale Baylon con altare in marmo (1762).
3. Statua della Madonnina della Pace e altare in marmo (1761).
4. Cappella di sant'Antonio di Padova:presenta un altare in marmo policromo della seconda metà del XVIII secolo, sormontato da un polittico con nicchia centrale che accoglie la statua seicentesca del Santo. Il polittico è diviso in riquadri in cui sono raffigurati, ad opera di un ignoto artista della prima metà del XVII secolo, gli episodi della vita del Santo ed è decorato con cornici in oro zecchino e con motivi floreali e geometrici.